# Prosopocera parimbellis
Prosopocera parimbellis är en skalbaggsart som beskrevs av Stefan von Breuning 1986. Prosopocera parimbellis ingår i släktet Prosopocera och familjen långhorningar. Inga underarter finns listade i Catalogue of Life.